# Absolutely Kosher Records
Absolutely Kosher Records je nezávislé americké hudební vydavatelství, které v roce 1998 v San Franciscu založil Cory Brown. Později se vydavatelství přesunulo do Berkeley a později do Emeryville. Mezi umělce, kteří s tímto vydavatelství spolupracují patří například The Dudley Corporation, The Gang nebo The Hidden Cameras.